# أرفيد هورن
أرفيد هورن (بالسويدية: Arvid Horn )‏ (و. 1664 – 1742 م) هو سياسي، ودبلوماسي من السويد، وفنلندا، كان عضوًا في حزب الطواقي، ويحمل رتبة عسكرية فريق، توفي عن عمر يناهز 78 عاماً.